# گناهکاران الهه
گناهکاران الهه (به هندی: Paappi Devataa) فیلمی محصول سال ۱۹۹۶ و به کارگردانی هارمش مالهوترا است. در این فیلم بازیگرانی همچون درمندرا، جایا پرادا، جیتندرا، مادهوری دیکشیت، آمریش پوری ایفای نقش کرده‌اند.